# Pontiac, Missouri
Pontiac är en ort i Ozark County i delstaten Missouri, USA.